# Lista de deputados da 2.ª Legislatura da Assembleia Legislativa Provincial do Rio Grande do Sul
Esta é uma lista de deputados da 2ª Legislatura da Assembleia Provincial do Rio Grande do Sul, que foram eleitos e assumiram em 1846, logo após o fim da Revolução Farroupilha.

| Nome                                      | Profissão   |
| Amaro José D’Ávila da Silveira            | Advogado    |
| Américo Cabral de Melo                    |             |
| Antônio de Azambuja Cidade Júnior         |             |
| Antônio José Gonçalves Chaves Filho       | Advogado    |
| Antônio de Sá Brito                       |             |
| Bernardo Dias de Castro                   | Advogado    |
| Câmara e Sá                               |             |
| Francisco Pedro Buarque de Abreu          | Estancieiro |
| Frederico de Werna Bilstein               | Engenheiro  |
| Inácio Joaquim de Paiva Freire de Andrade | Advogado    |
| Israel Rodrigues Barcelos                 | Advogado    |
| João Propício Mena Barreto                | Militar     |
| Joaquim Vieira da Cunha                   | Advogado    |
| João Capistrano Bandeira de Melo          | Advogado    |
| João Dias de Castro                       | Promotor    |
| João Francisco Vieira Braga               | Advogado    |
| João Rodrigues Fagundes                   | Advogado    |
| João de Santa Bárbara                     | Padre       |
| José Feliciano Fernandes Pinheiro         | Juiz        |
| Luís Alves Leite de Oliveira Belo         | Advogado    |
| Luís da Silva Flores                      | Médico      |
| Manuel José de Freitas Travassos          |             |
| Manuel Luís Osório                        | Militar     |
| Manuel Marques de Sousa                   | Militar     |
| Patrício Correia da Câmara                | Militar     |
| Rosendo Rodrigues                         |             |
| Tomé Luís de Sousa                        | Cônego      |
| Vicente José da Maia                      | Advogado    |